# Mammite (animaux domestiques)
Pour la mammite chez les mammifères, voir Mammite.

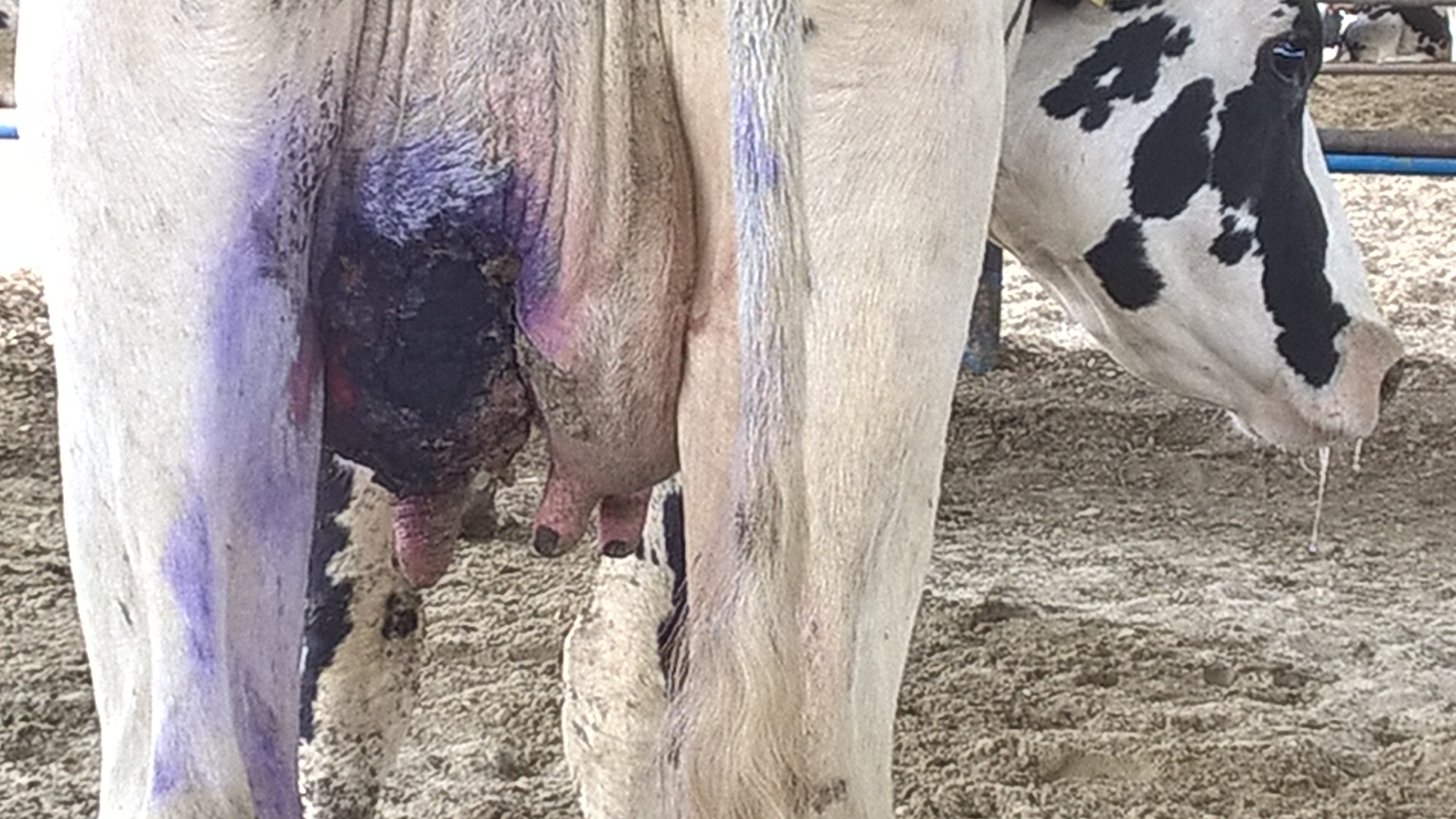
La mammite dans une vache.

La mammite est une maladie inflammatoire d'origine bactérienne qui touche les glandes mammaires de femelles de nombreuses espèces domestiques.
Elle constitue une dominante pathologique en élevage des femelles laitières (vaches, brebis, chèvres, bufflonnes et chamelles). Elle est caractérisée par la présence dans le lait de cellules inflammatoires (leucocytes) et éventuellement de bactéries. Cette inflammation peut avoir des conséquences cliniques avec modification de l'aspect du lait, inflammation visible de la mamelle (tuméfaction, douleur, œdème) et éventuellement atteinte de l'état général. Le plus souvent la maladie demeure subclinique avec altération de la composition du lait et diminution de la production. La mammite résulte d'une infection de la mamelle par des bactéries plus ou moins adaptées à ce biotope. Le traitement repose largement sur l'emploi des antibiotiques. En élevage laitier spécialisé, les mammites provoquent des pertes économiques importantes (lait non produit, impropre à l'usage, frais vétérinaires, pénalités des laiteries, altération de la qualité du lait en protéines et taux butyreux) et constituent un risque de santé publique (bactéries pathogènes et résidus antibiotiques).

## Étiologie
Plusieurs espèces bactériennes sont susceptibles de provoquer une mammite. Les espèces pathogènes dites majeures sont différenciées des espèces pathogènes mineures. Les bactéries peuvent être d'origine endogène ou bien contaminer l'animal grâce à l'environnement.
Les mammites sont dues à la pénétration puis au développement d'une bactérie dans la glande mammaire. L'entrée du germe se fait généralement par l'extrémité du trayon. Une mammite ne concerne donc en général pas tous les quartiers du pis de l'animal. Les principales bactéries responsables de mammite peuvent être regroupées en deux ensembles, en fonction de leur réservoir de contamination : 
- germes se trouvant à la surface de la mamelle : Staphylocoques, Streptococcus agalactiae, Streptococcus disgalactiae, Streptococcus uberis. Ces bactéries sont principalement responsables de mammites sub-cliniques (non détectables à l'œil nu) qu'il est parfois difficile de guérir en cours de lactation. la période de tarissement est alors mise à profit pour traiter les quartiers infectés aux antibiotiques.
- germes se trouvant dans l'environnement (litière) : Streptococcus uberis (que l'on retrouve donc dans les deux réservoirs), Escherichia coli. ces bactéries entrainent généralement des mammites cliniques, qui peuvent aller jusqu'à la mort rapide de l'animal en l'absence de traitement adapté. Ces mammites sont par contre considérées comme ponctuelles.

Les mammites à mycoplasmes posent encore des problèmes dans les cheptels caprins, même si elles ont actuellement quasiment disparues des troupeaux bovins.
Les mammites se manifestent de deux façons. On a :
- Les mammites subcliniques : pas de symptôme visible. En revanche, le nombre de cellules augmente de manière importante dans le lait. (attention : risque d’arrêt de collecte du lait si le taux de cellule est trop important)
- Les mammites cliniques : les symptômes sont visibles, il y a inflammation de la mamelle, modification de l’aspect du lait (couleur ou consistance). L’état général de la vache peut-être affecté dans les cas les plus extrêmes.

## Signes cliniques
Chez les bovins, une mammite peut toucher un animal sans qu'il ne manifeste de symptôme (mammite subclinique) tout comme dans d'autres cas elle peut être accompagnée de signes visibles (mammite clinique). Une mammite subclinique peut devenir clinique et une mammite clinique peut se transformer en mammite subclinique.
Les signes cliniques d'une mammite dépendent de l'intensité de l'inflammation et de la production ou non de toxines par la bactérie incriminée. Une mammite sub-clinique peut passer inaperçue et n'être détectée que par le nombre de cellules somatiques dans le lait de la vache concernée. Ce nombre est calculé mensuellement par le contrôle laitier. les signes cliniques possibles sont : 
- un quartier chaud, dur, gonflé, kystes
- une sensibilité accrue de la vache lors de la manipulation du quartier atteint
- la présence de cailles dans le lait. Ces grumeaux peuvent être détectés par l'éleveur lors de la traite lorsque celui-ci pratique la méthode des premiers jets
- une diminution de la production laitière
- un ou plusieurs des symptômes précédents associés à un animal couché.
- dans le cas de mammites gangréneuses, le quartier apparait noir, dur. si la vache survit à la réaction inflammatoire primaire, le quartier atteint se dessèche alors jusqu'à tomber.

## Traitement et prévention
Le traitement des mammites passe par l'administration adaptée  d'antibiotiques par voie intramammaire, associée ou non à une administration par voie générale. Un traitement supplémentaire peut être administré par un vétérinaire si l'animal est trop faible ou lorsque la mammite est associée à une production de toxines bactériennes.
Pour éviter l'apparition de mammites, l'hygiène lors de la traite des animaux est indispensable (prétrempage des trayons, utilisation de lingettes individuelles, etc.). La traite doit également être réalisée avec de bons gestes techniques pour limiter les contaminations entre les animaux. L'hygiène dans les locaux (salle de traite, aire de couchage des animaux, etc.) doit aussi être maintenue, aussi bien qu'un bon entretien de la machine à traire.
Pour éliminer les infections, il convient de détecter précocement les mammites, par palpation de la mamelle à chaque traite et par l’observation des premiers jets. Il faut aussi les traiter immédiatement, suivre l’évolution du nombre de cellules dans le lait, et surtout réformer les vaches incurables.